# Гней Корнелій Косс (військовий трибун з консульською владою 406 року до н. е.)
Гней Корне́лій Косс (лат. Gnaeus Cornelius Cossus; V століття до н. е.) — політичний, державний і військовий діяч Римської республіки, триразовий військовий трибун з консульською владою (консулярний трибун) 406, 404 і 403 років до н. е.

## Біографічні відомості
Походив з патриціанського роду Корнеліїв. Про молоді роки його згадок у джерелах немає. Можливо його батьком був Публій Корнелій Косс, військовий трибун з консульською владою 415 року до н. е.

### Перша трибунська каденція
406 року до н. е. його було обрано вперше військовим трибуном з консульською владою разом з Нумерієм Фабієм Амбустом, Публієм Корнелієм Рутілом Коссом і Луцієм Валерієм Потітом. Цього року почалися серйозні військові дії проти вольсків та еквів. Було здобуте місто Анксур (сучасна Террачина), яке вслід за цим було повністю сплюндроване.

### Друга трибунська каденція
404 року до н. е. його було вдруге обрано військовим трибуном з консульською владою, цього разу разом з Манієм Сергієм Фіденатом, Гаєм Валерієм Потітом Волузом, Цезоном Фабієм Амбустом, Публієм Корнелієм Малугіненом і Спурієм Навцієм Рутілом. Цього року римське військо розбило вольсків, взяло місто Артена.

### Третя трибунська каденція
У 403 році до н. е. його було втретє обрано військовим трибуном з консульською владою разом з Манієм Емілієм Мамерціном, Марком Квінтілієм Варом, знову разом з Луцієм Валерієм Потітом, Аппієм Клавдієм Крассом Інрегілленом, Марком Фурієм Фузом. Під час каденції трибуни займалися облогою міста Вейї. Водночас забезпечили невтручання в цю війну інших етруських міст. Протягом року тривали численні бойові зіткнення, навіть взимку. Втім вони не принесли позитивного результату римлянам. Це спричинило конфлікт з народними трибунами.
Про подальшу долю Гнея Корнелія Косса згадок немає.